# Мургед (Міссісіпі)
Мургед (англ. Moorhead) — місто (англ. city) в США, в окрузі Санфлауер штату Міссісіпі. Населення — 1937 осіб (2020).

## Географія
Мургед розташований за координатами 33°26′58″ пн. ш. 90°30′23″ зх. д. / 33.44944° пн. ш. 90.50639° зх. д. (33.449416, -90.506270).  За даними Бюро перепису населення США в 2010 році місто мало площу 3,35 км², уся площа — суходіл.

## Демографія
Згідно з переписом 2010 року, у місті мешкало 2405 осіб у 650 домогосподарствах у складі 490 родин. Густота населення становила 717 осіб/км².  Було 704 помешкання (210/км²).
Расовий склад населення:
| - 82,5 % — чорних або афроамериканців - 16,5 % — білих - 0,3 % — корінних американців - 0,2 % — азіатів |

До двох чи більше рас належало 0,2 %. Частка іспаномовних становила 0,7 % від усіх жителів.
За віковим діапазоном населення розподілялося таким чином: 26,2 % — особи молодші 18 років, 66,6 % — особи у віці 18—64 років, 7,2 % — особи у віці 65 років та старші. Медіана віку мешканця становила 22,7 року. На 100 осіб жіночої статі у місті припадало 86,0 чоловіків;  на 100 жінок у віці від 18 років та старших — 83,9 чоловіків також старших 18 років.
Середній дохід на одне домашнє господарство  становив 26 838 доларів США (медіана — 19 286), а середній дохід на одну сім'ю — 30 782 долари (медіана — 21 845). За межею бідності перебувало 49,3 % осіб, у тому числі 66,0 % дітей у віці до 18 років та 35,7 % осіб у віці 65 років та старших.
Цивільне працевлаштоване населення становило 533 особи. Основні галузі зайнятості: освіта, охорона здоров'я та соціальна допомога — 20,5 %, роздрібна торгівля — 20,1 %, оптова торгівля — 16,1 %, виробництво — 12,4 %.